# Catedral de San Jorge (Santiago de Chile)
La Catedral de San Jorge es un templo ortodoxo, sede del Arzobispado Ortodoxo de Chile de la Iglesia ortodoxa de Antioquía. Se ubica en la calle Santa Filomena del barrio Patronato, en la comuna de Recoleta, ciudad de Santiago, Chile.

## Historia
La presencia de la Iglesia ortodoxa de Antioquía en Chile data de fines del siglo xix, cuando inmigrantes de Oriente Medio llegaron al país. En 1910 llegó el primer sacerdote de la iglesia, proveniente desde Siria, y el 24 de octubre de 1917 se inauguró la catedral, en el barrio Patronato, que fue el primer templo de la iglesia y del cristianismo ortodoxo en Chile.
El iconostasio de la catedral fue realizado por el iconógrafo Gerardo Zenteno en 1997. Se caracteriza por tener dos filas, y en sus puertas reales se encuentran representados los cuatro evangelistas, y arriba de ellos La Anunciación.